# 101 (liczba)
101 (sto jeden) – liczba naturalna następująca po 100 i poprzedzająca 102.

## W matematyce
- 101 jest dwudziestą szóstą liczbą pierwszą, następującą po 97 i poprzedzającą 103[1]
- 101 jest mniejszą z liczb bliźniaczych (101, 103)[2][3]
- 101 jest liczbą pierwszą Chena[4]
- 101 jest liczbą pierwszą Eisensteina[5]
- 101 jest liczbą bezkwadratową[6]
- 101 jest sumą pięciu kolejnych liczb pierwszych (13 + 17 + 19 + 23 + 29)
- 101 jest palindromem liczbowym, czyli może być czytana w obu kierunkach, w pozycyjnym systemie liczbowym o bazie 10 (101)
- 101 należy do dwóch trójek pitagorejskich (20, 99, 101), (101, 5100, 5101).

## W nauce
- liczba atomowa mendelewu (Md)
- galaktyka NGC 101
- planetoida (101) Helena
- kometa krótkookresowa 101P/Chernykh

## W kalendarzu
101. dniem w roku jest 11 kwietnia (w latach przestępnych jest to 10 kwietnia). Zobacz też co wydarzyło się w roku 101 oraz w roku 101 p.n.e.